# 범어 화성파크드림
범어 화성파크드림(영어: Beomeo Hwaseong Park Dream)은 대한민국 대구광역시 수성구 범어동에 위치한 아파트 단지다. 초등학교 통학구역은 대구동천초등학교가 있다.